# 吉備海部羽嶋
吉備海部 羽嶋（きびのあま の はしま、生没年不詳）は、古墳時代の吉備の豪族。姓は直。

## 出自
吉備海部氏は、海部を統轄した海部直のなかでも、吉備国（備前国）を本拠とした氏族。大伯国造家であったと考えられており、『先代旧事本紀』「国造本紀」によれば、応神朝に神魂命の7世孫である佐紀足尼命を国造に定めたと記されている。また、吉備津神社内にある御崎神社には、吉備海部直氏の祖とされる櫛振と、その子である小奇（女）と真振（男）が祀られている。

## 記録
『日本書紀』巻第二十によると、敏達天皇2年5月（573年）には吉備海部直難波（きびのあまの なにわ）が高句麗からの使者を送る際に暴風雨に恐れをなして、使者を海上に突き落とし、朝廷には「船を鯨に食われて壊された」という虚偽の報告をした。翌年7月、このことが発覚し、処罰されている。
上記の事情より、大和政権における吉備海部一族の立場は非常に苦しいものであったことと推定される。
一方、大和政権は、任那の再建を悲願としていた。
敏達天皇12年7月（583年）、天皇は、欽明天皇23年に滅ぼされた「内官家（うちつみやけ）の国」（任那）の再興を果たせなかった先帝の志を継ぐべく、火葦北国造（ひのあしきたの くにのみやつこ）阿利斯登（ありしと）の子で、百済の達率（だちそつ）である日羅（にちら）が賢人で勇気がある人物なので、相談相手として迎え入れたいという希望を述べた。そこで紀国造押勝（きのくにのみやつこおしかつ）と、吉備海部直羽嶋とを遣わして、百済へ呼びに行った。
その年の10月、使者は帰国して、「百済王が日羅を惜しんで手放さない」と報告した。
その年のうちに、再度羽嶋が百済に派遣された。羽嶋は先に日羅に会おうとして日羅の家の門まで行った。しばらくすると、裏から韓の婦人が現れ、韓の言語を用いて、
と隠語を用いて伝えた。羽嶋はその意味するところをつかんで、後へついてゆき、日羅と面会した。そして、日羅は「百済王は天朝（大和朝廷）が、自分を遣わしたら、手放さないことを疑っている。勅令を伝える際にはいかめしくこわい顔色で性急に召し上げてください」と述べた。
羽嶋がその通りにすると、百済王は恐れて、勅命通りにし、日羅の他に、徳爾（とくに）ら若干の人員をつけてくれた。
このようにして、日羅は吉備の児島屯倉に辿り着き、朝廷は使者として大伴糠手子連（おおとも の あらてこ の むらじ）を派遣して慰労し、それから難波の館（むろつみ、迎賓館）へ送った、という。
その後のことについては、日羅を参照のこと。